# Ecosia
 Ecosia là công cụ tìm kiếm Internet có trụ sở tại Berlin, Đức. Công ty này tham gia chiến dịch trồng cây bằng cách quyên tặng ít nhất 80% thu nhập thặng dư cho các tổ chức phi lợi nhuận với mục tiêu tái trồng rừng và vận động các chiến dịch bảo tồn. Ecosia cam kết là một doanh nghiệp xã hội, mong muốn cô lập CO2 trong khí quyển, có động thái minh bạch tài chính đầy đủ và  bảo vệ quyền riêng tư của người dùng.
Trang web của Ecosia theo dõi và giữ vững mục tiêu tổng số lượng cây trồng. Tính đến ngày 20 tháng 7 năm 2020, Ecosia đã trồng hơn 101 triệu cây xanh.

## Công cụ tìm kiếm

Logo cũ

Công cụ tìm kiếm khi ra mắt ban đầu kết hợp phương thức lọc kết quả tìm kiếm từ Yahoo! Search với các công nghệ của Bing và Wikipedia. Quảng cáo được phân phối bởi Yahoo! như một phần của thỏa thuận chia sẻ doanh thu với Ecosia.
Kết quả tìm kiếm trên Ecosia hiện được cung cấp bởi Microsoft Bing và được tăng cường bởi các thuật toán riêng của công ty. Nó hiện có sẵn tại định dạng trình duyệt web hoặc ứng dụng di động trên thiết bị hệ điều hành Android và iOS.
Năm 2018 Ecosia cam kết trở thành một công cụ tìm kiếm tôn trọng quyền riêng tư. Các tìm kiếm được mã hóa, không được lưu trữ vĩnh viễn và dữ liệu không được bán cho các nhà quảng cáo bên thứ ba. Trong chính sách bảo mật, công ty tuyên bố không tạo hồ sơ cá nhân dựa trên lịch sử tìm kiếm và không sử dụng các công cụ theo dõi bên ngoài như Google Analytics.
Ecosia hiển thị quảng cáo bên cạnh kết quả tìm kiếm của mình và được các đối tác trả tiền mỗi khi người dùng nhấn vào quảng cáo thông qua liên kết hiện trên giao diện. Một lượt tìm kiếm trên Ecosia có giá nửa xu Euro (0,005€). Cần 0,2€ (45 lượt tìm kiếm) hay 1,1 giây để Ecosia trồng được một cái cây.

## Mô hình kinh doanh

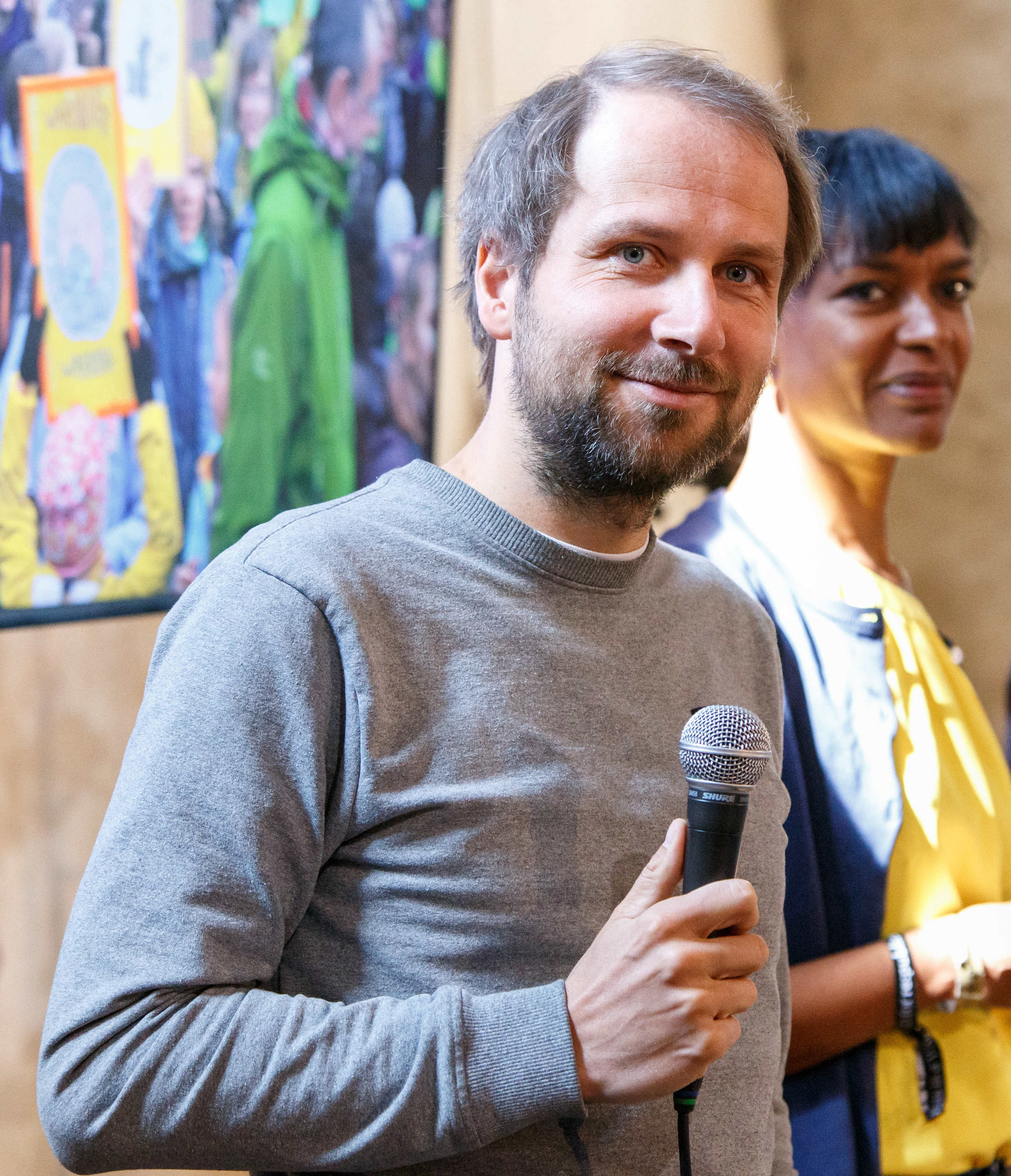
Christian Kroll

Ecosia sử dụng 80% lợi nhuận trở lên từ doanh thu quảng cáo để hỗ trợ các dự án trồng cây, phần còn lại được đưa vào dự phòng cho các trường hợp bất khả kháng - nếu những dự trữ này không được sử dụng, chúng sẽ được chuyển trở lại quỹ trồng cây của công ty. Công ty xuất bản báo cáo tài chính hàng tháng trên trang web của mình. Vào tháng 10 năm 2018, nhà sáng lập Christian Kroll tuyên bố rằng ông đã trao một phần cổ phần của mình cho Quỹ Mục đích. Do đó, Tim Schumacher, đồng sở hữu công ty Ecosia, không bán công ty Ecosia cho bất cứ doanh nghiệp nào khác và không lấy bất kỳ lợi nhuận nào từ công ty.

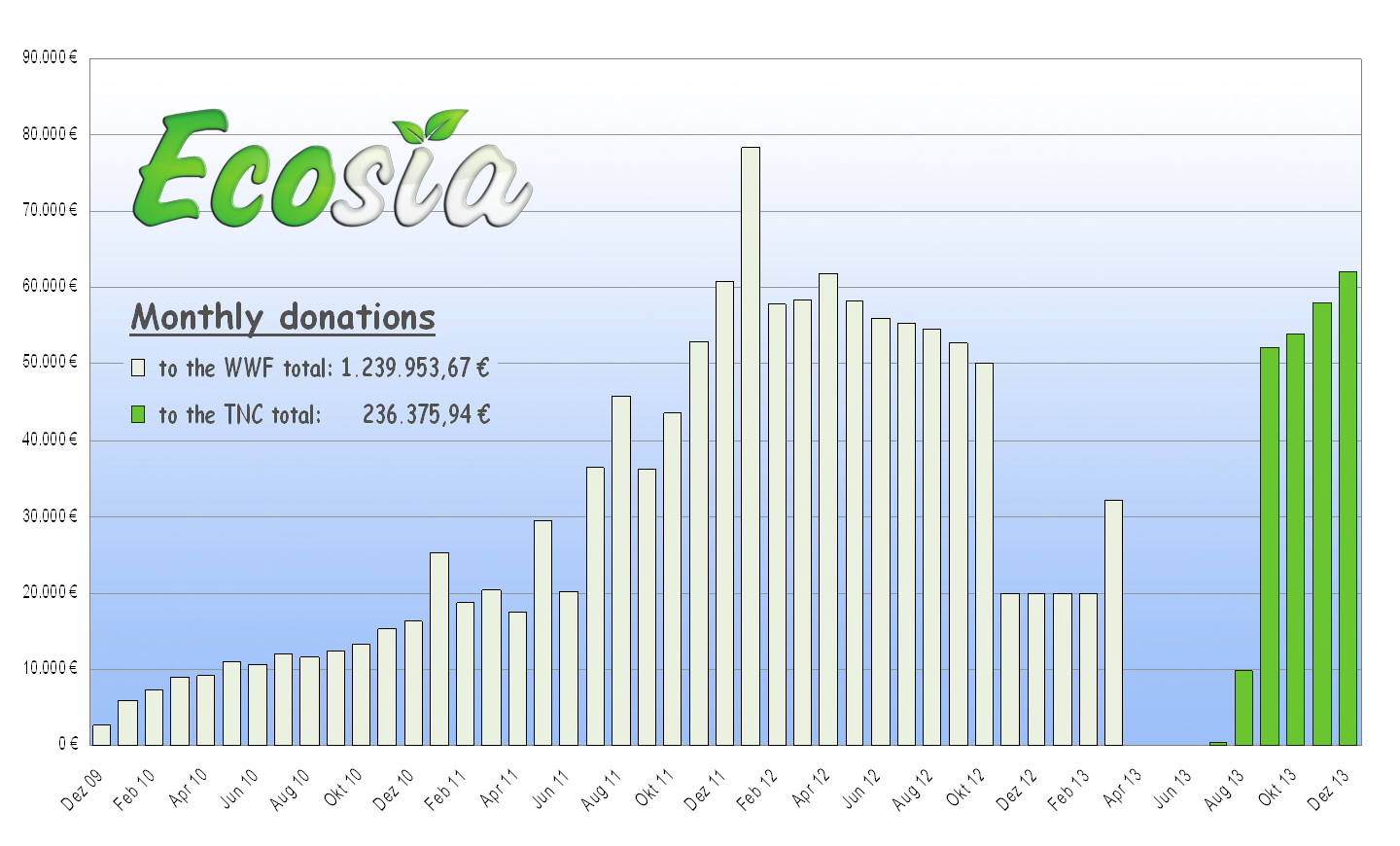
Biểu đồ các khoản thanh toán hàng tháng của Ecosia cho WWF và TNC.

Ecosia lần đầu tiên ra mắt vào ngày 7 tháng 12 năm 2009, trùng với thời gian diễn ra các cuộc đàm phán về khí hậu của Liên Hợp Quốc tại Copenhagen. Theo thời gian, Ecosia hỗ trợ các chương trình trồng cây khác nhau. Tháng 12 năm 2010, quỹ của Ecosia dành cho một chương trình của Quỹ Quốc tế Bảo vệ Thiên nhiên (WWF) Đức nhằm bảo vệ Công viên Quốc gia Juruena trong lưu vực Amazon. Để bảo vệ khu vực này, nhà tổ chức đã lên kế hoạch và tài trợ cho các công ty gỗ và cộng đồng địa phương.
Đến năm 2011, công cụ tìm kiếm thu về hơn 250 000€. Vào năm 2013, khoảng 200 000 người đã sử dụng Ecosia và 116 000 cây giống đã được các khoản đóng góp của Ecosia tài trợ. 
|                 | 2009          | 2010          | 2011          | 2012          | 2013          |
| --------------- | ------------- | ------------- | ------------- | ------------- | ------------- |
| Tháng 1         | —             | €5 921,60     | €25 297,54    | €78 326,34    | €20 000,00    |
| Tháng 2         | —             | €7 393,96     | €18 697,32    | €57 728,46    | €20 000,00    |
| Tháng 3         | —             | €8 911,76     | €20 292,95    | €58 359,08    | €32 235,25    |
| Tháng 4         | —             | €9 135,11     | €17 430,41    | €62 000,34    | —             |
| Tháng 5         | —             | €10 979,03    | €29 524,77    | €58 269,58    | —             |
| Tháng 6         | —             | €10 678,19    | €20 144,90    | €56 091,67    | —             |
| Tháng 7         | —             | €12 090.41    | €36 439,22    | €55 352,56    | —             |
| Tháng 8         | —             | €11 523,77    | €45 790,29    | €54 551,61    | —             |
| Tháng 9         | —             | €12 474,72    | €36 218,97    | €52 727,94    | —             |
| Tháng 10        | —             | €13 300,17    | €43 651,22    | €50 114,48    | —             |
| Tháng 11        | —             | €15 354,96    | €53 010,93    | €20 000,00    | —             |
| Tháng 12        | €2 656,34     | €16 316,85    | €60 960,97    | €20 000,00    | —             |
| Tổng (theo năm) | €2 656,34     | €134 080,53   | €407 459,49   | €623 522,06   | €72 235,25    |
| Tổng            | €1 239 953,67 | €1 239 953,67 | €1 239 953,67 | €1 239 953,67 | €1 239 953,67 |

Từ tháng 7 năm 2013 đến tháng 9 năm 2014, Ecosia đã quyên tặng chương trình Plant a Billion Plants (Trồng một tỷ cây) do The Nature Conservancy điều hành. Mục đích của chương trình nhằm khôi phục Rừng Đại Tây Dương Brazil bằng cách trồng thêm một triệu cây bản địa vào năm 2015. 
|                 | 2013        | 2014        |
| --------------- | ----------- | ----------- |
| Tháng 1         | —           | €22 044,00  |
| Tháng 2         | —           | €44 089,00  |
| Tháng 3         | —           | €64 779,00  |
| Tháng 4         | —           | €82 283,00  |
| Tháng 5         | —           | €73 065,00  |
| Tháng 6         | —           | €54 588,00  |
| Tháng 7         | €440,00     | €69 849,00  |
| Tháng 8         | €9 740,90   | €58 063,00  |
| Tháng 9         | €52 170,90  | €48 409,00  |
| Tháng 10        | €53 859,14  | —           |
| Tháng 11        | €58 059,00  | —           |
| Tháng 12        | €62 106,00  | —           |
| Tổng (theo năm) | €236 375,94 | €521 688,00 |
| Tổng            | €758 063,94 | €758 063,94 |

Tính đến tháng 4 năm 2016, Ecosia đứng trong top 2 start-up của Đức trong bảng xếp hạng StartupRanking. style="background:linear-gradient(155deg,#FFFFFF, #C0C0C0);color:Black;" |Tháng 7 năm 2017, công cụ tìm kiếm này đã có 5,5 triệu người dùng thường xuyên và 10 triệu cây trồng. Tính đến tháng 10 năm 2018, công cụ đạt 7 triệu người dùng thường xuyên hàng tháng. Alexa xếp hạng Ecosia là trang web lớn thứ 127 tại Đức .
Ngày 13 tháng 2 năm 2019, Ecosia đã tài trợ trồng hơn 50 triệu cây.
|          | 2014     | 2015     | 2016       | 2017       | 2018       | 2019       |
| -------- | -------- | -------- | ---------- | ---------- | ---------- | ---------- |
| Tháng 1  | —        | €62 500  | €72 350    | €130 000   | €421 370   | €438 846   |
| Tháng 2  | —        | €67 000  | €65 500    | €145 000   | €411 269   | €482 967   |
| Tháng 3  | —        | €72 000  | €83 750    | €270 551   | €302 501   | €448 038   |
| Tháng 4  | —        | €50 000  | €68 000    | €330 198   | €341 582   |            |
| Tháng 5  | —        | €50 150  | €65 000    | €441 197   | €300 902   |            |
| Tháng 6  | —        | €32 220  | €54 000    | €446 075   | €264 005   |            |
| Tháng 7  | —        | €44 750  | €74 000    | €449 815   | €319 127   |            |
| Tháng 8  | —        | €47 250  | €65 000    | €388 018   | €293 421   |            |
| Tháng 9  | —        | €56 500  | €84 991    | €299 621   | €301 903   |            |
| Tháng 10 | €56 000  | €63 700  | €102 900   | €303 949   | €215 012   |            |
| Tháng 11 | €36 000  | €47 450  | €140 800   | €377 013   | €440 925   |            |
| Tháng 12 | €40 000  | €62 450  | €137 000   | €470 215   | €533 080   |            |
| Tổng     | €726 243 | €655 970 | €1 013 291 | €4 051 652 | €4 145 097 | €1 361 851 |

|          | 2014    | 2015    | 2016    | 2017      | 2018      | 2019      |
| -------- | ------- | ------- | ------- | --------- | --------- | --------- |
| Tháng 1  | 33 764  | 223 214 | 258 393 | 989 146   | 1 873 037 | 2 047 139 |
| Tháng 2  | 54 866  | 239 286 | 232 143 | 690 561   | 3 706 716 | 1 594 807 |
| Tháng 3  | 80 058  | 257 143 | 299 107 | 993 514   | 2 083 682 | 490 137   |
| Tháng 4  | 101 071 | 178 571 | 178 571 | 2 670 917 | 1 757 131 | 3 474 205 |
| Tháng 5  | 81 582  | 179 107 | 232 142 | 1 874 712 | 2 332 407 | 5 699 674 |
| Tháng 6  | 60 952  | 115 071 | 192 857 | 929 618   | 4 850 375 |           |
| Tháng 7  | 77 992  | 159 821 | 214 285 | 1 765 067 | 2 201 241 |           |
| Tháng 8  | 64 832  | 168 750 | 232 142 | 1 375 591 | 1 065 225 |           |
| Tháng 9  | 55 030  | 201 786 | 355 281 | 2 450 511 | 2 501 497 |           |
| Tháng 10 | 221 429 | 227 500 | 762 814 | 2 062 807 | 1 226 638 |           |
| Tháng 11 | 142 857 | 169 464 | 372 849 | 2 508 805 | 1 111 426 |           |
| Tháng 12 | 142 857 | 223 036 | 341 379 | 1 871 542 | 2 247 357 |           |

## Tác động
Ecosia hợp tác với nhiều tổ chức, như Dự án trồng rừng Eden, Hommes et Terre và nhiều đối tác địa phương khác, trồng cây tại 16 quốc gia trên toàn thế giới. Ecosia tập trung vào việc trồng cây ở những nơi cần thiết nhất, những "điểm nóng đa dạng sinh học". Ecosia còn tuyên bố rằng họ hỗ trợ cộng đồng địa phương bằng cách tạo thu nhập ổn định cho việc trồng và chăm sóc cây, sản xuất lương thực và tăng thu nhập từ việc thu hoạch cây, xây dựng sự ổn định kinh tế và chính trị qua hành động giúp người dân địa phương thoát nghèo.
Ecosia hiện có các dự án ở Peru, Nicaragua, Colombia, Haiti, Brazil, Morocco, Tây Ban Nha, Senegal, Burkina Faso, Ghana, Madagascar, Uganda, Tanzania, Ethiopia, Kenya và Indonesia.
Tháng 10 năm 2018, Ecosia phát động cuộc thi tái tạo nông nghiệp, hợp tác với Richard Perkins.
Ngày 9 tháng 10 năm 2018, Ecosia đã mua Rừng Hambach từ công ty năng lượng Đức RWE AG với giá 1 triệu đô nhằm cứu rừng trước nguy cơ bị khai thác lấy than nâu. Ecosia cũng kêu gọi người dùng công cụ tìm kiếm này chuyển sang sử dụng điện từ nhà cung cấp điện sử dụng nguồn năng lượng tái tạo.
Đầu năm 2019, Ecosia đã trồng hơn 50 triệu cây trên khắp thế giới.
Một số trình duyệt web đã đặt Ecosia làm công cụ tìm kiếm mặc định:
- Trình duyệt web Brave, ngày 21 tháng 7 năm 2017.[31]
- Trình duyệt web Pale Moon phiên bản 26, ngày 26 tháng 1 năm 2016.
- Trình duyệt web Polarity phiên bản 8, ngày 15 tháng 2 năm 2016.[32]
- Waterfox phiên bản 44.0.2.[33]
- Vivaldi phiên bản 1.9.[34]
- Vào tháng 3 năm 2018, Firefox 59.0 đã thêm Ecosia làm tùy chọn công cụ tìm kiếm trong phiên bản tiếng Đức.[35][36]
- Microsoft cũng thêm Ecosia làm tùy chọn tìm kiếm trong trình duyệt Edge. [cần dẫn nguồn]